# Гавана (порода кошек)
Гавана — порода домашних кошек.
Гавана имеет очень характерную форму головы: длинную и узкую, с прямым профилем, миндалевидными глазами и большими, разведёнными в стороны ушами.
Кошка имеет хорошо развитую мускулатуру.
Конечности могут быть чёрными, коричневыми, голубыми (серыми), лиловыми, карамельными. Эти цвета могут лежать на конечностях не ровным пятном, а расходиться на яркие полосы (табби окрас). Этот окрас кошки приобрели при спонтанных вязках, когда фелинологическая работа не велась и не стояли запреты по межпородному скрещиванию.